# Gephyromantis horridus
Espèce
Synonymes
- Hemimantis horrida Boettger, 1880
- Mantidactylus horridus (Boettger, 1880)

Statut de conservation UICN

 VU B1ab(iii) : Vulnérable
Gephyromantis horridus est une espèce d'amphibiens de la famille des Mantellidae.

## Répartition

Aire de répartition de Gephyromantis horridus.

Cette espèce est endémique de Madagascar. Elle se rencontre entre 300 et 1 400 m d'altitude dans le nord du pays ainsi que sur l'île de Nosy Be,.

## Publication originale
- Boettger, 1880 : Diagnoses reptilium et batrachiorum novorum a Carolo Ebenau in insula Nossi-Bé Madagascariensi lectorum. Zoologischer Anzeiger, vol. 3, p. 279-283 (texte intégral).